# Greys Forest
Greys Forest var en civil parish 1866–1955 när det uppgick i Kirknewton, i grevskapet Northumberland i England. Civil parish var belägen 12 km från Wooler och hade 33 invånare år 1951.